# Hemley Boum
Hemley Boum es una novelista camerunesa nacida en Duala en 1973.
Estudió ciencias sociales en la Universidad católica de África Central en Yaundé y comercio exterior en la Universidad Católica de Lille.
Vive en París con su marido y sus dos hijos.

## Obra
- Le Clan des femmes, París, L'Harmattan, « Écrire l'Afrique », 2010 ISBN|978-2-296-12847-7
- Si d'aimer…, Ciboure, La Cheminante, 2012 ISBN|978-2-917598-69-6.
- Les Maquisards, La Cheminante, 2015.
- Le Rêve du pêcheur, Gallimard, 2024